# Rainer Wimmer (Germanist)

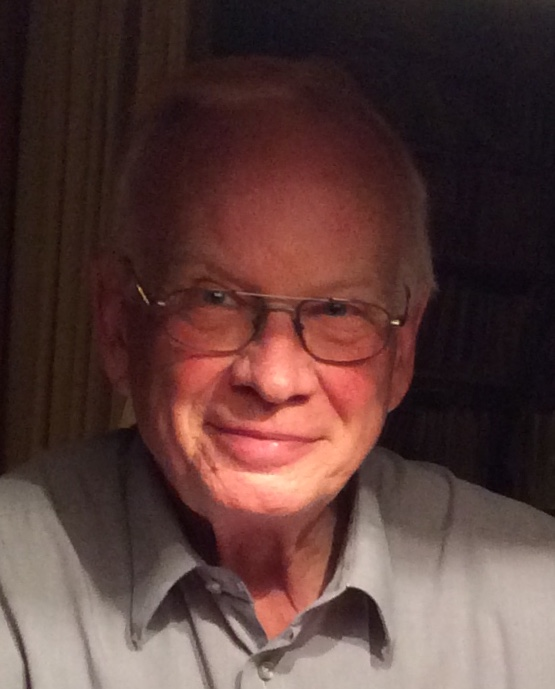
Rainer Wimmer

Rainer Wimmer (* 28. Februar 1944 in Wernigerode) ist Linguist. Seine Schwerpunkte in Forschung und Lehre sind Sprachkritik, Sprachpolitik, Rechtslinguistik, Sprachdidaktik und Semantik. 

## Leben
Nach dem Abitur 1962 (in Bielefeld) studierte er Germanistik, Anglistik und Philosophie an den Universitäten Marburg und Heidelberg. 1970 wurde er (gefördert von der Studienstiftung des deutschen Volkes) in Heidelberg promoviert. Die Habilitation erfolgte 1976. 1970 bis 1978 wissenschaftlicher Assistent bei Peter von Polenz in Heidelberg. Von 1978 bis 1982 Heisenberg-Stipendiat der Deutschen Forschungsgemeinschaft. Ab 1982 bis 1994 leitete er als Direktor das Institut für Deutsche Sprache in Mannheim (zusammen mit Gerhard Stickel). 1994 wurde Rainer Wimmer zum Universitäts-Professor für Germanistische Linguistik im Fachbereich Sprach- und Literaturwissenschaft an der Universität Trier ernannt (Nachfolge v. Polenz). Emeritierung 2009.

## Wirken
Rainer Wimmer ist Mitbegründer des „Heidelberger Arbeitskreises der Rechtslinguistik“ (1983). Er war von 1990 bis 2016 Mitglied im Gesamtvorstand der Gesellschaft für deutsche Sprache.

## Veröffentlichungen
- Der Eigenname im Deutschen. Ein Beitrag zu seiner linguistischen Beschreibung. Max Niemeyer Verlag, Tübingen 1973 (Linguistische Arbeiten 11), ISBN 978-3-484-10191-3. (Dissertation)
- Referenzsemantik. Untersuchungen zur Festlegung von Bezeichnungsfunktionen sprachlicher Ausdrücke am Beispiel des Deutschen. Max Niemeyer Verlag, Tübingen 1979 (Reihe Germanistische Linguistik 19), ISBN 3-484-10347-7. (Habilitationsschrift)
- Siehe die Liste der Veröffentlichungen auf seiner Homepage an der Universität Trier.